# Louis Mettewie
Louis Mettewie, né à Molenbeek-Saint-Jean le 23 octobre 1855 et décédé à Woluwe-Saint-Pierre le 17 novembre 1942, est un industriel, échevin et bourgmestre libéral de la commune de Molenbeek-Saint-Jean. Il est, en tant qu’homme d’affaires et politique, très progressiste pour son époque, notamment sur le plan des conditions de travail octroyées à ses employés et de sa lutte pour le suffrage universel.

## Jeunesse et famille
Louis Mettewie est le fils de Jean-François Mettewie et de Béatrice Appelmans. Il grandit au sein d’une famille de sept frères et sœurs. C’est avec l’aide de ses frères qu’il fonde, plus tard, son entreprise Belgica. Il est marié à Madame Célinie Ficher.

## Carrière professionnelle

### Industriel
Louis Mettewie est très actif sur le plan politique mais son activité n'est pas moindre dans le domaine des affaires. Il fait ses premiers pas en tant qu’homme d’affaires en créant son entreprise Belgica, avec l’aide de ses frères. Cette entreprise est spécialisée dans la production de bicyclettes et, par la suite, d’automobiles. L. Mettewie est très progressiste pour son époque, car il accorde déjà le droit de manifester à ses ouvriers, ainsi que de bonnes conditions de travail. Il fonde, en 1899, la Chambre Syndicale des Constructeurs d’Automobiles et organisa, en qualité de Commissaire général, le premier Salon de l’Automobile et du Cycle au Palais du Cinquantenaire en 1902. Louis Mettewie organise les 3 premiers salons, ceux de 1902, 1903 et 1904, et le succès est très important, c’est pour cela qu’on lui attribue le titre de Président fondateur de la Chambre Syndicale, et plus tard celui de Vice-Président du Comité d’Honneur des salons d’automobiles,.
Par la suite, en 1905, il devient Secrétaire, puis Vice-Président de la Chambre Syndicale des Électriciens belges. En 1909, il fonde la “Mutuelle des Électriciens belges” pour assurer la fourniture du courant aux belges ainsi que pour les installations électriques à l’Exposition Universelle de 1910 et, en 1913, il crée le clou de l’Exposition de Gand, à savoir le Palais des Lumières ,.

### Échevin de la commune de Molenbeek-Saint-Jean
Après avoir été fonctionnaire au Ministère de la Guerre, L. Mettewie est écarté pour cause de militantisme car il est en faveur du suffrage universel. Par la suite, il entre comme employé dans une importante entreprise de travaux publics. C’est à cette période qu’il commence à s’intéresser aux problèmes liés aux installations maritimes de Bruxelles et à leur amélioration. L. Mettewie, attire l’attention de ses concitoyens sur ces questions grâce à des conférences, des articles de journaux, etc. Cela fait grandir sa popularité à Molenbeek-Saint-Jean et, en juin 1896, il se présente comme candidat aux élections à la Chambre des Représentants. Il gagne les élections, entra au Conseil Communal de Molenbeek-Saint-Jean le 24 janvier 1899 et est nommé Échevin des Finances de la commune.
Dès le début de son entrée en fonction en tant qu’Échevin, ces préoccupations concernent principalement les questions sociales, c’est ainsi qu'il fonde la Société anonyme des Habitations Ouvrières qui apporte des bienfaits considérables à la commune. Ils ont notamment construit plus de 700 logements pour la somme de 15 millions de francs belge. Dans la même optique, celle d’être engagé dans l’amélioration de la vie de chaque habitant de sa commune, il fonde également la Caisse des Veuves et Orphelins des employés communaux.
Par la suite, pour la toute première fois en Belgique, le concours pour l’urbanisation de l’Ouest de la Capitale est créé à l’initiative de Louis Mettewie. Il préside une Commission spéciale qui élabore le plan d’exécution de l’aménagement de toute la partie Ouest de la Commune de Molenbeek-Saint-Jean.
La situation financière de la commune de Molenbeek a largement été améliorée grâce aux efforts fournis par l’échevin, qui remplit cette fonction jusqu’en décembre 1906. Il est également nommé Échevin de l’instruction publique et des Beaux-Arts de décembre 1909 à février 1912.

### Service militaire
L. Mettewie entame son service militaire au début de la première Guerre mondiale et est, par la suite, récompensé par le gouvernement pour sa résistance aux injonctions et aux menaces de l’occupant allemand ainsi que pour les services éminents rendus à sa commune. On lui accorde la croix d'Officier de l'Ordre de Léopold avec rayure d’or (voy. médaille de l’ordre de Léopold sur le portrait).

### Bourgmestre de Molenbeek-Saint-Jean
Louis Mettewie est nommé Bourgmestre par Arrêté Royal du 27 janvier 1919 .
Après la première guerre mondiale, les besoins en logement sont énormes. Le logement à bon marché devient une préoccupation, et le quartier Maritime est en plein développement économique dans les années 1900, avec l'implémentation du port de Bruxelles et de la Gare Douanière sur le site de Tour et Taxis. Nombre d'agences en douanes et d'activités de manutention mêlées à des habitations ont donné le caractère de mixité de ce quartier. Les résidents, composés historiquement d'ouvriers, de petits et grands bourgeois étaient, dès l'origine, d'une grande diversité.
Louis Mettewie  attire les autorités molenbeekoises dans le projet de construction des quartiers ruraux. Pour augmenter son capital, le logement molenbeekois s'affilie à la Société Nationale du Logement (Ancienne Société Nationale des Habitations et Logement à bon marché). Pour ce faire, la commune lui cède des terrains de construction situés au Quartier Maritime contre une participation supplémentaire à ce capital. Le 20 janvier 1921, il lance une souscription au capital de la Société Anonyme des Habitations ouvrières de la commune de Molenbeek-Saint-Jean, afin de construire de nouveaux logements aux familles. Il est un des promoteurs du changement urbanistique de sa commune et le premier à participer à l’extension du Quartier Maritime.
Finalement, grâce aux nouvelles méthodes de constructions, de technologies et à la suite d'un investissement ambitieux dans le projet, de logements sociaux neufs sont mis en disposition pour 175 familles .

## Franc-maçon
En 1882, Louis Mettewie est membre de la franc-maçonnerie bruxelloise, dans la loge "Les Amis philanthropes". Il devient membre honoraire en 1935 et à cette époque ceux qui en faisait partie devenait membre du domaine politique, à savoir bourgmestre ou échevin.

## Création deL’industrie Nationale(1910) etL’Exportation(1921)
En 1910 il fonde L’industrie Nationale, un journal de défense des intérêts belges. Jusqu’en 1914, ce journal mène le combat contre l’envahissement économique des Allemands en Belgique. Étant très engagé, patriote et motivé à améliorer la situation de son pays après la guerre, L. Mettewie met en place la “Ligue de la Défense des intérêts belges” dans les années 1920. Elle regroupe plus de 30 Chambres syndicales et 80 industries dans le but de défendre les intérêts économiques du pays. Grâce à l’adhésion d’un grand nombre d’industries influentes, telles que l’Ateliers de constructions électriques de Charleroi et l’Atelier de construction B. Lebrun, il acquiert une grande autorité dans le domaine industriel. Le but du groupement, en créant le journal "L'industrie Nationale”, est de mener le combat pour défendre les industries belges. 
"La Ligue de la Défense des intérêts belges" fonde la Revue mensuelle nommée Exportation et publie le premier numéro en juillet 1921. Elle est destinée à porter au-delà des frontières de la Belgique, le commerce belge dans le but de faire prospérer et promouvoir les produits de production belge. Ainsi, on pouvait parler d’une sorte de propagande en faveur des produits belges selon Georges Theunis, le Ministre des Finances de l’époque. La revue Exportation a un très grand succès et reçoit même les éloges du Roi des Belges de l’époque, S. M. Albert 1er. Par le biais de son Secrétaire des Commandements, M.V. Godefroid, il adresse une lettre à M. Louis Mettewie pour lui informer de la prise de connaissance du premier numéro de la revue et des sincères remerciements de sa majesté, notamment pour l’attention qu’il porte aux intérêts de l’industrie belge et du développement des relations extérieures. Il est même encouragé à poursuivre dans cette voie,. 

## Hommage

### Boulevard Louis Mettewie
Le Boulevard est nommé en hommage au bourgmestre libéral Louis Mettewie. Ce boulevard est une artère densément habitée située à Molenbeek-Saint-Jean, mais également à Anderlecht et Koekelberg. Près de ce boulevard jouxte le parc régional du Scheutbos au niveau du boulevard Edmond Machtens. Elle complète la Grande Ceinture de Bruxelles entre la place de Bastogne et la chaussée de Ninove .

### Monument de L. Mettewie dans le cimetière de Molenbeek
Louis Mettewie repose au cimetière communal de Molenbeek-Saint-Jean. Les bourgmestres qui y reposent ont un monument qui leur est dédié. Louis Mettewie, qui est bourgmestre de la commune de 1919 à 1938, a également un monument qui recouvre son cercueil.